# Vectorbeam
Vectorbeam, Inc. est une entreprise américaine fondée en 1978 qui exerçait son activité dans le domaine du développement et de la commercialisation de jeux d'arcade, ,,.

## Description
Vectorbeam est créé en 1978 par des employés de Cinematronics qui ont quitté l'entreprise et produit principalement des jeux vecteurs. L'entreprise fondée par Larry Rosenthal (game designer) profite du brevet d'affichage vectoriel des jeux vecteur (Vector Game en anglais).
Vectorbeam cesse toutes opérations rapidement après les ventes très faibles de Barrier. L'entreprise revend tous ses actifs à Cinematronics.

## Liste de jeux
- Space War (1977)
- Barrier (1979)
- Speed Freak (1979)
- Tail Gunner (1979)
- Warrior (1979)